# Rio Pinhalito (Piquiri)
Der Rio Pinhalito ist ein etwa 31 km langer linker Nebenfluss des Rio Piquiri im Westen des brasilianischen Bundesstaats Paraná.

## Geografie

### Lage
Das Einzugsgebiet des Rio Pinhalito befindet sich auf dem Terceiro Planalto Paranaense (Dritte oder Guarapuava-Hochebene von Paraná).

### Verlauf
Sein Quellgebiet liegt im Munizip Diamante do Sul auf 591 m Meereshöhe etwa 4 km westlich der Ortsmitte.
Der Fluss verläuft in nördlicher Richtung. Er mündet auf 389 m Höhe von links in den Rio Piquiri. Er ist etwa 31 km lang.

### Munizipien im Einzugsgebiet
Der Rio Pinhalito verläuft vollständig innerhalb des Munizips Diamante do Sul.